# Gelastorhinus rotundatus
Gelastorhinus rotundatus är en insektsart som beskrevs av Tokuichi Shiraki 1910. Gelastorhinus rotundatus ingår i släktet Gelastorhinus och familjen gräshoppor. Inga underarter finns listade i Catalogue of Life.